# Nycteus hopffgarteni
Nycteus hopffgarteni is een keversoort uit de familie buitelkevers (Eucinetidae). De wetenschappelijke naam van de soort werd in 1885 gepubliceerd door Edmund Reitter.